# Aulnois-sous-Laon

Aulnois-sous-Laon este o comună în departamentul Aisne din nordul Franței. În 1 ianuarie 2022 avea o populație de 1.366 de locuitori.